# Historia de expeditione Friderici imperatoris
La Historia de expeditione Friderici imperatoris (dal latino "Storia della spedizione dell'imperatore Federico") è un resoconto redatto in lingua latina da un autore anonimo nel XII secolo. L'opera si concentra sulla campagna condotta da Federico I Barbarossa nell'ambito della terza crociata, concentrandosi specificatamente sugli anni 1189 e 1190.
Si tende a credere che si tratti di un'opera composita, compilata sulla base di resoconti scritti durante la spedizione e con l'aggiunta di una prefazione e di un'appendice. Sono sopravvissute copie manoscritte molto antiche, ma è solo una nota del XIII secolo che riporta per la prima volta il nome dell'autore, Ansberto. Potrebbe trattarsi del nome dell'autore o forse del compilatore, ma non è certo. L'autore doveva verosimilmente provenire dalla Baviera o dall'Austria.
Il testo fornisce un racconto quasi quotidiano della spedizione grazie a cui Federico I attraversò i Balcani e l'Anatolia, prima di annegare improvvisamente in un corso d'acqua ancor prima di giungere in Terra santa. Si tratta della testimonianza maggiormente dettagliata di cui si ha conoscenza inerente alla spedizione e le informazioni in esso contenute sono perlopiù frutto di resoconti redatti da uno o più testimoni oculari delle vicende.

## Data di composizione
La Historia de expeditione Friderici imperatoris è un resoconto che è stato realizzato in maniera pressoché contemporanea agli eventi che narra, considerando che al massimo venne stilato in ogni sua parte intorno al 1200. Pare che una prima stesura venne completata prima del 1195, ma la versione definitiva non risulta anteriore all'estate del 1196. Il figlio e successore di Federico, l'imperatore Enrico VI, morto nel settembre del 1197, viene menzionato come ancora in vita in ogni sezione del testo. Alcune parti dell'opera sembrano essere state scritte contemporaneamente agli eventi, come dimostrano i riferimenti a tune persone ancora in vita (ad esempio, il conte Filippo di Fiandra, morto durante l'assedio di Acri del 1191).
La prima copia sopravvissuta fu realizzata intorno al 1200 nell'abbazia benedettina di Sankt Lambrecht in Stiria. Questa copia incompleta contiene soltanto un terzo del testo. Un'altra copia superstite molto antica è stata realizzata nel monastero premostratense di Milevsko (Mühlhausen) nella Boemia prima del 1221. Anch'esso risulta incompleto. Il testo integrale è noto solamente grazie a due copie commissionate nel XVIII secolo dall'antiquario e abate Giuseppe Piter. Queste copie non sono state riportate da nessuno dei manoscritti precedenti conosciuti.

## Autore
Nel sopraccitato manoscritto di Milevsko, l'abate Gerlach aggiunse una nota sul titolo e sulla paternità dell'opera, definendola: "Storia della spedizione dell'imperatore Federico, scritta da un chierico austriaco che era presente alla campgna". Più tardi, nel XIII secolo, qualcuno riportò il nome dell'autore: "chiamato Ansberto". Poiché nessuno dei due avvisi risale a un periodo eccessivamente successivo, alcuni studiosi hanno ritenuto tali dati credibili. Altri, invece, hanno messo in dubbio il nome o hanno ritenuto inverosimile che Gerlach considerasse l'opera frutto di un unico autore. Alcune differenze di scrittura sono state riscontrate nelle variazioni di cursus impiegate in diverse sezioni. È possibile, dato il numero di riferimenti all'Austria, che solo l'ultima parte sia stata scritta da un chierico austriaco, il quale potrebbe anche essere stato colui che compilò dell'intera opera. Le sezioni precedenti sembrano essere state ultimate nella diocesi di Passau.

## Struttura e fonti
La Historia si compone di tre parti distinte: una prefazione inerente all'caduta di Gerusalemme del 1187 e alla pianificazione della crociata, il lungo resoconto centrale della crociata di Federico e, infine, una sorta di appendice sul regno di Enrico VI fino all'estate del 1196, quando lasciò la Germania per la futura crociata del 1197. Quest'ultima sezione è lunga un quarto rispetto alla sezione centrale.
La prefazione della Historia riprende in lunghi tratti diversi altri testi: la bolla pontificia di papa Gregorio VIII Audita tremendi, con la quale si indisse la terza crociata; una lettera anonima inviata al maestro degli Ospitalieri in Italia, Arcimbaldo, che descrive la battaglia di Hattin (peraltro si tratta una delle fonti più importanti relativa a quello scontro; infine una lettera dell'intendente degli Ospitalieri di Gerusalemme, Ermengarda, al duca Leopoldo V d'Austria, in cui si descrivono le conquiste compiute da Saladino nel nord della Siria nel 1188. Le caratteristiche letterarie pregnanti della sezione centrale della Historia lasciano intendere di essere stati dei resoconti inviati a mano a mano in Germania dall'esercito. Gli eventi narrati si riferiscono a un periodo che va dalla partenza nel maggio 1189 alla morte di Federico nel giugno 1190. Lo storico Anton Chroust ha ipotizzano che si sia di fronte a tre sezioni composte separatamente. La prima terminerebbe nel novembre del 1189, quando si intuisce che, su invito di Enrico VI, si voleva informare il Sacro Romano Impero dell'incontro avvenuto tra Federico e il re ungherese Béla III d'Ungheria. La seconda si concluderebbe nella Pasqua del 1190, quando forse fu inviato un resoconto all'Impero tramite alcuni mercanti di Pisa. La terza sezione, i cui eventi partono dal 29 marzo 1190, cita ampiamente una fronte primaria stilata da testimone oculare, ovvero il diario di un chierico bavarese di nome Tageno. Il periodo dal 16 maggio al 9 giugno 1190 è tratto quasi integralmente e senza variazioni da Tageno.
A livello accademico, si è pensato che Ansberto potrebbe aver partecipato alla crociata ed essere stato l'autore dei tre resoconti su cui si basavano le sezioni principali.

## Influenze culturali e importanza

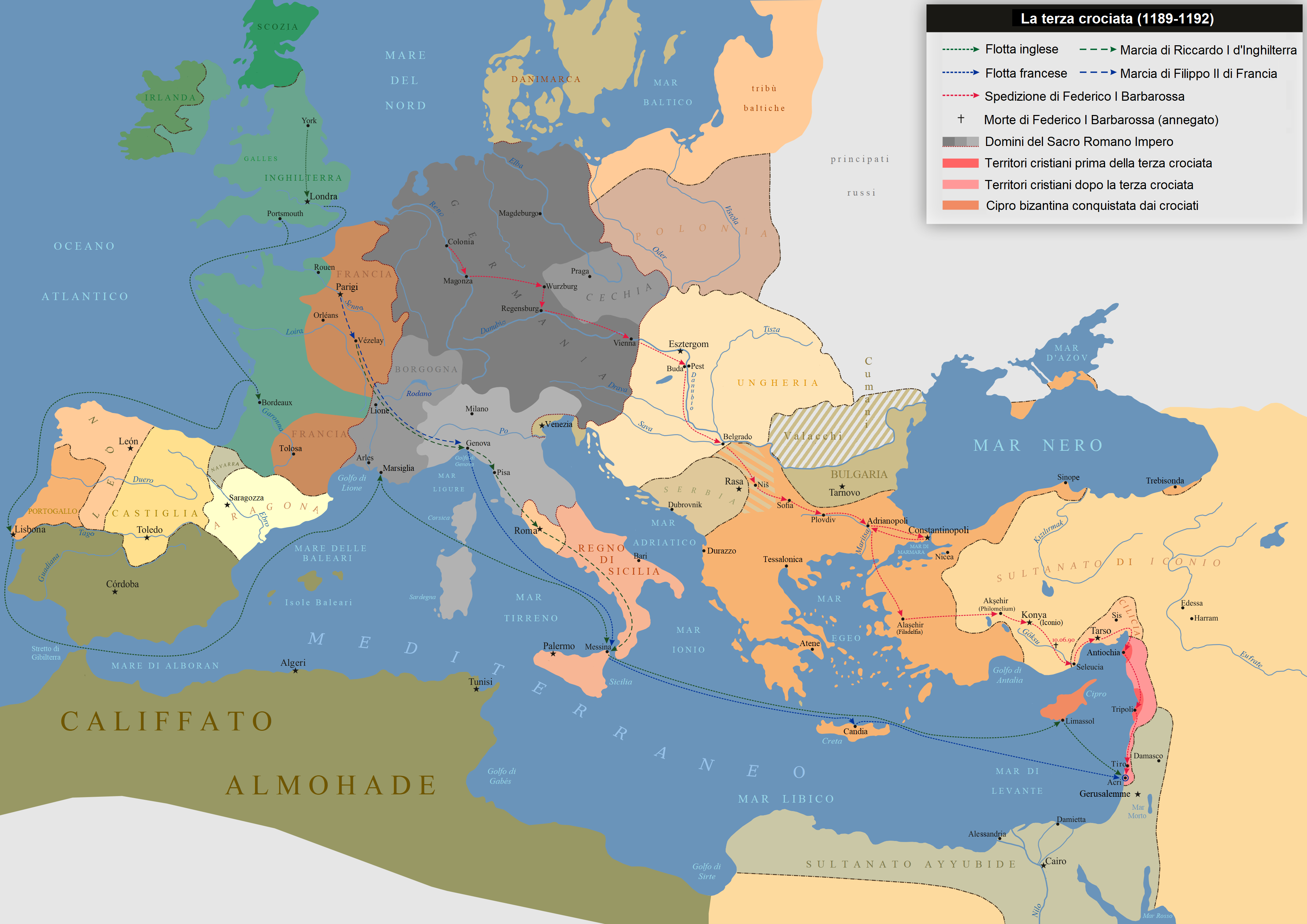
Cartina che mostra le rotte percorse dai diversi sovrani che parteciparono alla terza crociata. La spedizione di Federico I Barbarossa è in rosso

La Storia fu utilizzata da Gerlach, che la cita nella sua continuazione della cronaca di Vincenzo di Praga. Una prima stesura della Historia trovò impiego anche nella cronaca redatta dal canonico agostiniano Magnus di Reichersberg, morto nel 1195. Anche l'anonimo autore della Historia peregrinorum (Storia dei pellegrini), un altro resoconto della crociata di Federico I, poté sicuramente visionare l'opera di Ansberto intorno al 1200.
Per quanto riguarda una descrizione più generale del contesto storico, la Hitoria fornisce un debole contributo. Pur narrando in breve della predicazione della crociata e della dieta svoltasi a Magonza e nota con il nome di Curia Christi (27 marzo 1188), non si concentra granché sui preparativi politici o diplomatici. Per quanto riguarda la spedizione in sé, fornisce un resoconto quasi quotidiano che è molto più dettagliato di qualsiasi altra cronaca crociata stilata precedentemente. A differenza della Historia peregrinorum, nella "Storia della spedizione di Federico" si nominano date e località, circostanza la quale consente al lettore di ricostruire meglio il percorso di marcia compiuto dall'esercito. È stato addirittura possibile calcolare la velocità con cui si mossero le truppe (20 km al giorno in territorio ostile). Il documento annovera anche 70 nobili ed ecclesiastici partecipanti, testimoniando un elenco più completo di quello reperito per la maggior parte delle crociate. Oltre al duca Federico VI di Svevia e al duca Bertoldo IV d'Andechs, erano presenti undici vescovi tedeschi e uno ungherese, due margravi e ventisei conti. Inoltre, la presenza di Depolto II di Boemia, discendente della dinastia premyslide, lascerebbe intendere la partecipazione di qualche centinaio di guerrieri boemi alla terza crociata.
La Historia rappresenta infine la più completa fonte primaria per quanto riguarda la ricostruzione degli eventi che coinvolsero Federico l'Impero bizantino, superando persino l'autorevole opera dell'autore Niceta Coniata.